# Karabulak (ort i Kazakstan, Almaty, lat 44,91, long 78,49)
Karabulak (kazakiska: Qarabulaq) är en ort i Kazakstan.   Den ligger i oblystet Almaty. Karabulak ligger 759 meter över havet och antalet invånare är 16 037.